# 장도릉
장도릉(張道陵, 34년, 강소성 서주시 풍현 ~ 156년)은 중국 도교의 일파인 오두미도(五斗米道)의 창시자. 본명은 장릉(張陵)이며, 자는 보한(輔漢)이다. 패국 풍현(沛國豐縣) 출신. 중국 도교 최초의 천사(天師). 심령술사

## 생애
명제가 나라를 다스릴때 태어났다. 대학(大學)을 배웠으며, 오경(五經)에도 능통하였다. 만년이 될 때 촉 지역에 있는 곡명산(鵠鳴山)에 들어가, 선도(仙道)를 배워, 도서(道書) 24편을 저술했다고 한다. 후에 청성산으로 들어가, 123세에 사망하였다.
그의 교법의 중심은 기도를 주체로 한 치병(治病)이며, 신자에게 오두미(五斗米)를 내게 한 데서 오두미도(五斗米道)라고 하는 이름이 생겨났다.
장도릉의 전기는 진의 갈홍(葛洪)이 지은 신선전에 나와있지만, 윤색된 흔적이 있고, 후세의 천사도의 교리도 들어 있다.
그의 교단은, 아들인 장형(張衡), 손자인 장로(張魯)에게로 전해졌다. 장릉을 존칭하여 천사(天師)라고 불렸고, 증손인 장성(張盛)은 용호산으로 이주하여, 도교중의 일파인 정일교가 되었다.

## 사진

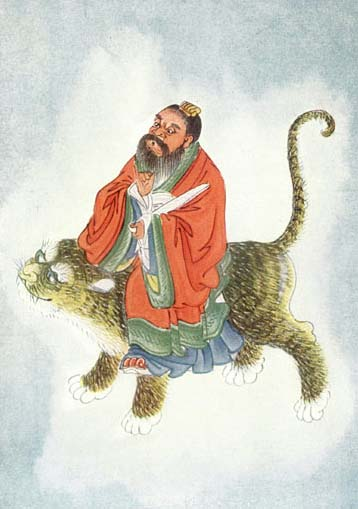
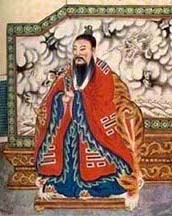
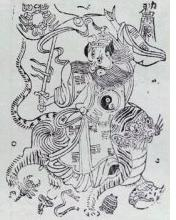
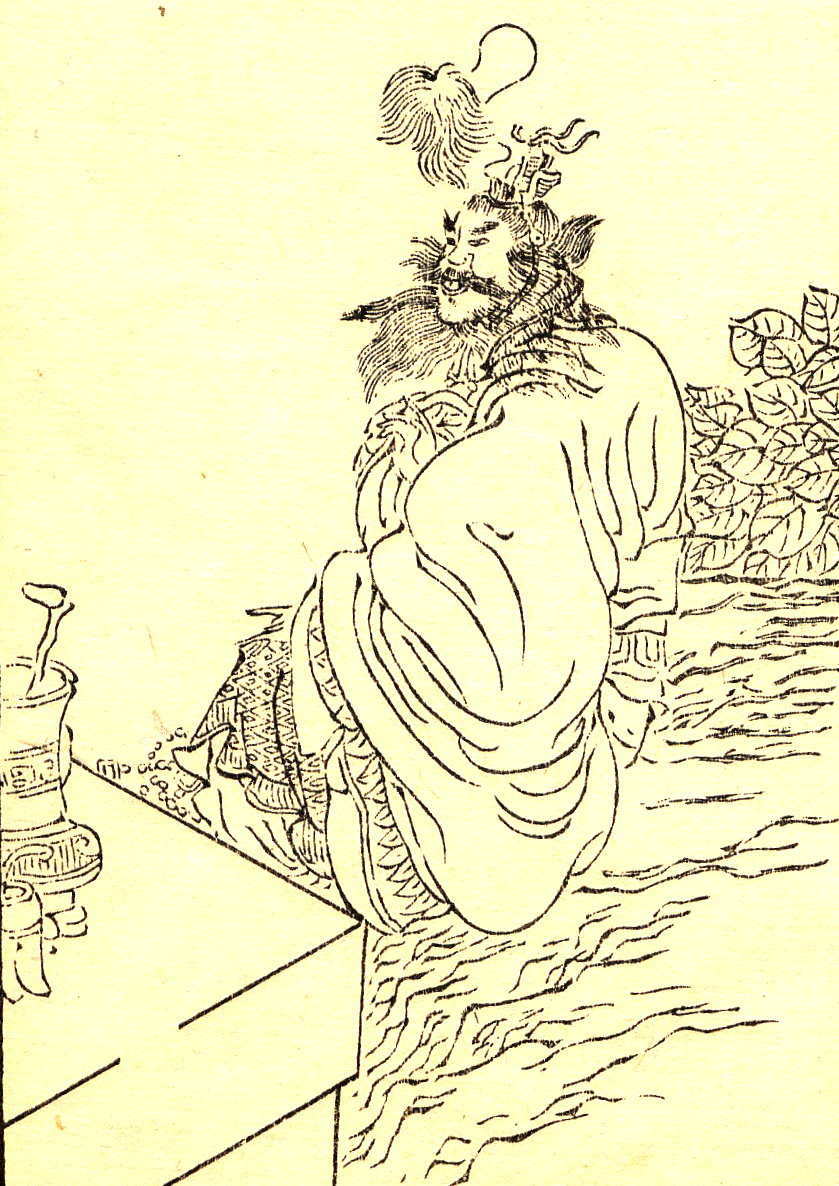
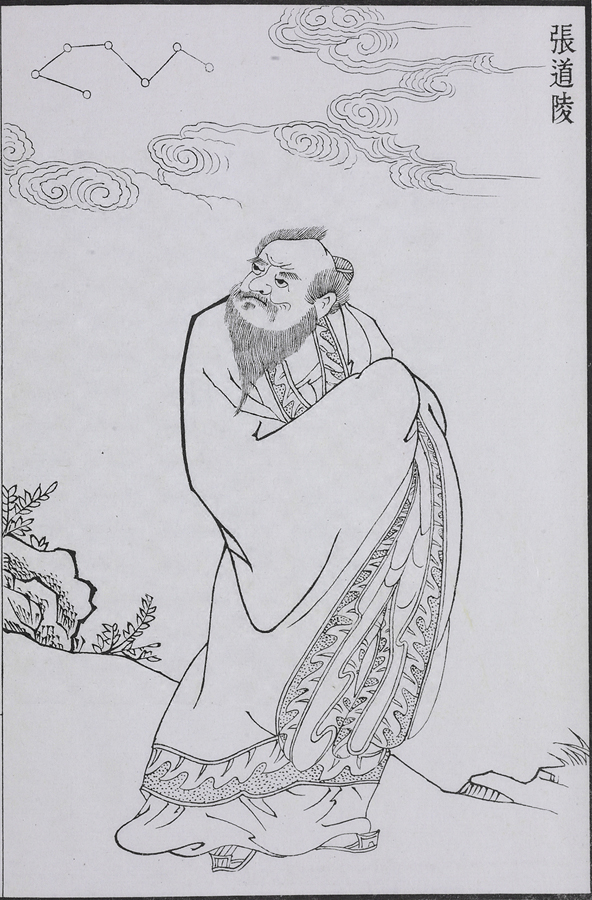

## 같이 보기
- 장천사
- 오두미도